# 寡戦
寡戦（かせん）とは、小勢にて大勢と戦うことをいう。「寡（か）」は「少ない」の意で、『孫子』にも「衆・寡（多い兵、少ない兵）」の意で用いられる他、『孟子』においても、「寡は衆に敵せず（少ない者は多い者には敵わず）」と記される。これは春秋戦国時代がライバル国多数が前提であり、小軍で一度勝てたとしても、疲れ切ったところを別の敵国軍に襲われて国が滅びれば、結果的には負けであるための思想である（ゆえに『孫子』では寡戦は説かない。後述）。

## 兵法・戦略書における寡戦
日本の兵法書である『闘戦経』第三十章には「小虫の毒有るは天の性か。小勢を以って大敵を討つ者も亦た然るか」と記され、この一文は本能的なものについて語ったものと解釈される。また第四十章にも「単兵にて急に擒（とりこ）にする者は毒尾を討つなり」と記すが、単兵とは小部隊であり、毒尾とは脅威が大きく攻めやすい部位（尾自体は細い）を指す。クラウゼヴィッツの『戦争論』では、「戦場の広さや戦闘力の強さに関係なく、戦場とそこに集結された戦闘力とは一個の重心（作戦本部や政治中心の首都など）によって集結されている。ということは、勝敗はこの重心に左右される」と記し、戦闘の勝敗は戦闘力の強さではなく重心をいかに攻めるかということを説く（重心を攻めた例として、織田信長の桶狭間の戦いや竹中重治の家臣16人による岐阜城の乗っ取り）。
上泉信綱伝の『訓閲集』（大江家兵法書を戦国風に改めた兵書）巻四「戦法」寡戦の項には具体的な戦法例が記されており、一部を挙げると、「大軍に囲まれたら備え手が準備を合わせる前に合戦を仕掛ける（タイミングを説いたもの）」、「切所（難所）を打て、夜軍（夜戦）がよく、小勢と気づかれず相手が驚く」と記し、「平地で戦うな」とも説くが、「やむを得ず（平地で）戦う場合は、備えの片端の薄きところを攻めよ。これは追い詰められた際でも同じ」とする。「敵が三方を囲み、一方を開けている際は、むしろ敵がいる方を攻めよ（敵の意図通りにはまるな）」、「切所がなければ、柵・土居・堤などにも引きかけて、弓・鉄砲で敵を疲れさせた上で合戦せよ（隙がないのであれば、疲弊させろ）」、「1人だけ高い所に上がり、扇子を開いて、味方の後ろに向かって後軍を招く体（しぐさ）をして、敵に見せ、味方を退かせれば、敵は追軍しない（伏兵を怪しむため）」、「四方より囲まれた際は、中央に騎・歩兵、その周囲に弓・鉄砲を備え、放ちながら退く」、「味方が5、600の時、敵が千、2千なら勝つ術があるが、味方が10、20では勝てないので謀（はかりごと）をなして退くべし（4倍前後の差なら工夫次第で勝てるが、100倍差では無理）」としている。敵大軍による包囲戦への対策と、いかに撤退するかについての記述が目立つ。なお中国兵法書である『呉子』でも「平地では戦うな」「狭い場所で戦え」と説き、『六韜』においても「少を以って衆を討つは必ず日の暮れを以って深草に伏して、狭い道に要せよ（夜戦とゲリラ戦しかない）。伏兵によって左右を攻め、車騎（馬車・騎兵）は前後から」と説いている。『訓閲集』がこれら中国兵書から発展していることがわかる。
一方、中国兵法書の『孫子』「謀攻篇」では「少なければ則ちよくこれを逃（の）がる（自軍が少ないのであれば、戦わない）」と記し、その対策として、政治外交で決着をつける（勝てる機会を得るまでの時間稼ぎ）か、自国が勝てる国をまず攻め、相手軍を友軍として吸収し（兵を増やし）、不敗を守りながら勝機をまつ（この不敗の思想を実践した武田信玄は引き分けが多い）。ただし、外交にしても同盟にしても裏切られる可能性はあるし、勝つ見込みがある国を攻めても損害は必ず生じる。どうしても寡兵戦闘が避けられない場合の『孫子』の戦法は、情報格差を利用し、敵を十に分散させ、一対一で戦える状況を作り、各個撃破を手段とする。この戦法は相手より先に情報を得ていることが前提であり、かつ相手には自軍の情報がなく、相手をコントロールできる状況で有効なものである。つまり、「寡戦」から「対戦」（敵軍と同等兵数）や「衆戦」（自軍の兵数が多い）にする状況を作り出すことが『孫子』の戦法であり、この戦法を使用した例としてサルフの戦い（明・朝鮮の大軍を後金が各個撃破した）が挙げられる。そのため、総数の上では寡戦でも厳密には（直接戦闘の上では）寡兵戦闘ではない。
『孟子』とは逆の姿勢の記述をしているのが『淮南子』兵略訓で、「よく戦うものは少にあらず（よく戦うものは兵の少なさをものともせず）、よく守るものは小にあらず（よく守るものは陣の小ささをものともしない）」と攻防は大小では決まらないと記述している（攻撃三倍の法則も参照）。また『孟子』と似た（寡戦とは逆の）記述としては、『戦国策』の「群羊を駆りて猛虎を攻む」（弱者を集めて少数強者を攻める）があり、弱兵でも数があれば勝てるという思想も見られる。

## 武芸家が説く寡戦
『一刀流三祖伝』の逸話として、小野忠明は一対多の戦いに関して、「敵が万人をもって来るとも、一時に我に向かえる者は、8人の敵が八方から来るだけのものである。併し、その8人の打つ太刀にも遠いのと近いのと遅いのと早いのとがある」として、数に惑わされるのではなく、冷静に対応することを説き、「敵が大勢の場合、こちらから猛進するべきではなく、敵が10歩動けば、我は3歩動いて前後左右に身を転換するべき」と体力面でも相手の3分の1以下の動作で温存して対応するように説く。ただし、これは近接戦闘における寡戦を説いたものである。

## 指揮・命令系統の問題
日本の戦国期は近代の軍隊のように司令官を頂点として指揮系統が一本化された組織ではなく、国衆や地侍の連合体であり、複雑であった。さらに、近世期に太平の世となると、大名は徳治仁政が求められ（一例として、『温知政要』が挙げられる）、藩士を養うことが理想となり、一例として、熊沢蕃山が池田光政の刀好きを諫めた逸話があり、話自体は俗説とされるが（大包平を参照）、名刀より名臣（武器を購入する資金があるなら多くの人間）を養えという教訓が見られる。結果として、近世期の大名は次々と役職を作り、中には自分の趣味のために新しい役職を作った例もあり、丸亀藩6代藩主京極高朗は、あまりの相撲好きのために幕府から観戦を禁止された結果として、相撲の勝敗結果を報告する「御相撲方」を作り、10名以上の家臣を用いた。こうした社会傾向と積み重ねにより、指揮、いわば上意下達の系統が複雑になり過ぎ、大軍であるにもかかわらず、命令の伝達に差が生じ、勝敗に影響を及ぼした例として、幕末の鳥羽・伏見の戦いが挙げられる。幕府軍は維新軍の3倍の兵力を有していたが、敗北した。その維新軍の勝因の一つが、西洋近代化によって統一された（シンプルな）指揮系統とされる。
また前近代では大将の首を取る（重心を狙う）ことが効果的・勝敗に影響を及ぼすが、近現代の軍隊（軍制）では、上位が戦死しても命令系統は次の階級の兵士が引き継ぐため、前近代ほど勝敗の影響力は低い。これは政治の頂点でも同じである（内閣法9条）。前近代においても、影武者の存在によって、撹乱は行われた。
指揮官の装いの違いも生死を分けたことが指摘されており、磯田道史は、会津戦争において会津藩と岡山藩が衝突した際、岡山藩の指揮官の戦死率が異常に高いことを挙げ、岡山藩の軍装は古く、黒ずくめの服装で統一された薩摩藩などと違い、上士が陣羽織といったきらびやかな服装であったために見分けがついた可能性があるとしている。
西南戦争後、指揮官であった山縣有朋は、作戦執行においてちくいち政府に電信で許可を求めなければならなかったため、大事なところで後手を踏み、苦戦を強いられ、これをきっかけとして、作戦指揮権である参謀機能を独立させるべく、1878年（明治11年）、陸軍卿の傘下から参謀局を切り離した。これは西南戦争以前、指揮系統の問題から大軍を活かし切れていなかったことを示している。

## 現実的でない寡戦に対する批判
本郷和人（専門は中世史）は、都合の良い歴史を並べる皇国史観の芽生えが大正期に生じた結果（後述書 pp.197 - 198）として、昭和になり軍部が台頭し、明治期に有していた「戦いに対するリアルな視点」が失われていき、大和魂の賛美と「一をもって十を倒す」（自爆兵器で有能な兵士を失い、継戦力を失う）や「奇襲」（万歳突撃など）といった類の歴史ロマンが真実味をもって語られ、第二次世界大戦の敗戦につながったとする。
呉座勇一（日本史学者）は、太平洋戦争で日本軍が奇襲を多用した背景の一つである「鵯越の逆落とし」（源義経が平氏大軍を破ったとする奇襲）が転じて、「奇襲でアメリカ（大軍）に勝てる」となったが、上手くいったのは真珠湾攻撃など最初だけであり、後の研究で鵯越の逆落としは創作と考えられており、重要なのは、「歴史に学ぶ」（教訓）ではなく、「歴史を学ぶ」（歴史学＝手法）であるとし、歴史学的検証無き教訓（奇襲）を批判している。

## 寡戦の例

### 日本
- 『続日本紀』におけるアテルイ - 地形と伏兵を利用した古例（朝廷軍を分断し、かつ川に追い詰めた）
- 倶利伽羅峠の戦い - 寿永2年（1183年）、『玉葉』の記述に従うなら、平家軍4万余騎に対し、源氏軍5千余騎が勝利。源氏軍が夜襲と挟撃によって退路を断ち、平家軍は混乱の末、倶利伽羅峠へと次々と転落して壊滅。
- 河越城の戦い（河越夜戦） - 天文15年（1546年）、北条氏康はわざと敵将に対し、「戦わずに帰ろう。多勢に無勢だ」と弱音を吐く手紙を送り、上杉勢の士気をたるませたが、実際は「合戦の勝敗は兵の多き少ないによらず、ただ兵士が志を同じくするかしないかにある」（『北条五代記』）といって、「首は取らず、切り捨てよ」と命じた（首級より重心を狙う先例）。
- 砥石崩れ - 天文19年（1550年）、砥石城500に対し、武田軍7千が攻めるも、援軍の村上義清2千が駆けつけ、挟撃、さらに追撃。武田勢千人を討ち取る損害を与える
- 厳島の戦い - 天文24年（1555年）陶晴賢の軍勢2万余が狭い島内で身動きが取れないことを逆手に取り、夜襲を仕掛けた毛利軍3千5百は晴賢を敗死させる。
- 桶狭間の戦い - 織田信長がとった戦術は『戦争論』における重心をいかに攻めるかに当たる
- 姉川の戦い - 元亀元年（1570年）、総数だけ見れば、織田・徳川4万に対し、浅井・朝倉軍1万8千だが、この内、徳川軍は5千の兵力で朝倉軍1万5千と対峙し、3度交戦して打ち負かし[24]、さらに敗退寸前の友軍に加勢して勝利に導いている。
- 木崎原の戦い - 元亀3年（1572年）、伊東義祐3千を島津義弘300余が奇襲し、勝利
- 天王寺の戦い - 天正4年（1576年）
- 阿閇城攻防戦 - 天正6年（1578年）、毛利軍8千を黒田孝高500がむかえうち、弓や鉄砲、投石で混乱したところを300の兵で突撃、勝利[25]
- 第一次上田合戦 - 天正13年（1585年）
- 人取橋の戦い - 天正13年（1586年）、伊達政宗7千による籠城戦で最終的に敵軍3万は撤退し不戦勝[26]
- 忍城の戦い - 天正18年（1590年）、豊臣秀吉の小田原攻めに伴って発生。石田三成を総大将とする豊臣方約23，000人、成田泰季を総大将とする成田方約3，000人。最終的に忍城は落城せず、小田原城が先に陥落し後北条氏の降伏により開城した。
- 第二次上田合戦 - 慶長5年（1600年）
- 鳥羽・伏見の戦い - 1868年

### 外国
古代
- ペルシア戦争の中の、紀元前490年のマラトンの戦い、前479年のプラタイアの戦い
- イッソスの戦い
- カンナエの戦い
- 鉅鹿の戦い
- 井陘の戦い
- 官渡の戦い
- 淝水の戦い - 383年、前秦軍は本来、反転攻撃を計画していたが、機密であったため、一般兵には知らされておらず、東晋軍が河中にいる時に「回れ右」の号令がかかる予定だったが、後退していた兵が「負けた、逃げろ」と先に口走り、混乱した末に共崩れした[27]。叫んだのは元東晋の将である朱序であり、捕虜となっていたが、勇戦を評価され、前秦の将軍となっていた。総崩れとなった前秦100万の内、長安に戻れたのは10万。厳密には直接戦闘とは言い難いが、中国兵法である『孫子』では、「将は兵士に作戦計画を知らせない」ように記しており[28]、それが裏目に出た結果といえる。なお『潜夫論』に「一犬、形（かげ）に吠ゆれば、百犬、声に吠ゆ」の語として残り、日本では「一犬、虚に吠ゆれば、万犬、実を伝う」と言いかえられている[29]。
- グアダレーテ河畔の戦い - 711年（または712年）、ウマイヤ朝1万2千が西ゴート王国3万3千に勝利
- コバドンガの戦い - 722年、アストゥリアス王国300がウマイヤ朝800 - 1400に勝利

中世
- ナバス・デ・トロサの戦い - 1212年、カトリック連合5万がムワッヒド朝12万5千に勝利
- アルジュバロータの戦い - 1385年、ポルトガル軍6500がカスティーリャ王国3万1千の大軍に勝利
- ヴェルヌイユの戦い - 1424年、イングランド連合がフランス連合に勝利
- カハマルカの戦い - 1532年、スペイン王国のフランシスコ・ピサロ率いる168人（歩兵106、騎兵62、大砲3台）がインカ帝国皇帝アタワルパ率いる8万に勝利。この時点のアメリカ大陸の先住部族には金属製の武器はおろか、馬や鉄砲といった文化もなく、文明力の差が大きいが、厳密には、騙し討ちによる勝利であり、ピサロ側は友好の印に贈呈物交換の約束をし、アタワルパもそれを信じ、大部分の軍勢を市の障壁外に野営させ、わずかな貴族と側室だけ伴って、広場に行き、武装もしておらず、皇帝のキリスト入信拒絶により、大砲・鉄砲の使用による貴族の虐殺、皇帝の拉致によりインカ軍は共崩れする[30]。
- 泗川の戦い - 万暦26年（1598年）、日本の島津義弘が2000の軍勢で明の董一元が率いる10万の軍勢に勝利[31]
- ゴータの戦い - 1757年、プロイセン軍2500が1万のフランス・オーストリア連合軍に勝利
- サンジャシントの戦い - 1836年、テキサス軍800がメキシコ軍1400に勝利

近代
- ズールー戦争 - 1879年、イギリス帝国（一次戦・1万5千前後、二次戦・2万5千）がズールー王国3万5千に勝利（勝因の一つは兵装の差）
- 第二次ガルベストンの戦い - アメリカ独立戦争、南軍2隻の砲艦が北軍6隻の砲艦が防衛する港に侵攻した。北軍2隻が行動不能となったため、北軍は撤退・投稿し南軍が終戦まで主要な港とした。
- 日中戦争の中の、1937年の盧溝橋事件・平津作戦、38年の徐州会戦・武漢作戦、40年の賓陽作戦、41年の中原会戦、44年の大陸打通作戦など、日本軍の勝利。
- 南方作戦の中の、1941年のマレー作戦（初期兵数）、42年のシンガポールの戦い、41 - 42年のフィリピンの戦いなど、日本軍の勝利（兵站の現地調達が可能だったことに加え、情報格差が勝因）
- コッラの戦い - WW2のフィンランド軍（34万6,500人）を攻めるソ連（100万人）の戦い。（スキーによる機動的なゲリラ戦によりソ連軍を撃退）
- レッド・ウィング作戦 (アフガニスタン) - 2005年、アメリカ側は全滅寸前に追い詰められているが、タリバン側の死者も3分の1と損耗率の点から全滅に等しく（全滅を参照）、この状況で増援を送られた場合、戦闘継続は困難。

## 文化
- 一騎当千
- 驕兵必敗 - 大軍は油断すると敗れるという四字熟語
- 寡兵よく大軍を破る

検証
- 風雲!大歴史実験 - NHKBSプレミアムの番組で、桶狭間の戦いや池田屋事件などの寡戦を検証実験している

寡戦を題材とした作品
- スパルタ総攻撃（1962年、題材とした戦いは、のちの300と同じ）
- 北京の55日（1963年） - 55日間の籠城の末、連合軍が来て防衛に成功
- 十三人の刺客（1963年、リメイク・2010年）
- アラモ - アラモの戦い自体は全滅だが、サンジャシントの戦いに勝利。リメイク・アラモ (2004年の映画)では、アラモを捨て石として、連戦疲弊している敵軍を勢いづかせ、兵力分散したところを撃破している
- ズール戦争（1964年） - 4千対139という劣勢の中、家畜である牛を解放することによって一時的に防ぐ（牛を戦場で用いた先例としては、カルタゴのアゲル・フレルヌスの戦いや中国の『史記』に記述がある）。歌で士気を高め、狭い陣地内に侵入させた上で一斉射し、耐え切る。ズールー側には余力があったが、撤退したことでローク砦防衛には成功。一方、ズールー戦争 (映画)（1979年）では、敗北。
- 墨攻（2006年） - 大将は討ち取るも最終的に逃亡
- 300 〈スリーハンドレッド〉（2007年）
- のぼうの城（2012年） - 守城戦には成功したが、本城側（小田原城）が降伏
- ローン・サバイバー（2013年）
- フューリー (2014年の映画) - 大破した戦車と見せかけ、近づいたところを銃撃戦（戦略上の目的は達成）
- ホース・ソルジャー（2018年） - タリバンに対し、空爆によって補給を断った上で襲撃するも、山岳戦ゆえ米兵は騎兵戦を余儀なくされる。現地勢力の援軍もあり、二手に分かれて、一方がミサイル攻撃を受けている間に、タリバンの重心を攻め、勝利

## 備考
- 『訓閲集』では、自軍が大勢で敵が小勢の場合を「衆戦」、同等の兵数の場合を「対戦」と分類している。
- 前述の『六韜』や『訓閲集』などの前近代の兵法書では兵数を把握されにくい夜戦を説くが、現代では暗視装置が発達しているため、現代戦では通じにくい面がある。また兵法に通じている者なら、夜戦を仕掛けてきた時点で、少数であるためと見抜かれる。また『六韜』に「深草に伏して」とあるが、火炎放射器の登場により、奇襲としての有効性が失われていることは太平洋戦争でもわかる（詳細は「火炎放射器」を参照）。
- 『日本書紀』三韓征伐の伝説において、神功皇后は「敵が少なくとも侮ってはならぬ。敵が多くともくじけてはならぬ」と令を発し、『万葉集』巻第六・972番でも「千万（ちよろず）の軍（いくさ）なりとも言挙げせず取りて来ぬべき男（おのこ）とぞ思ふ」（相手が千万の大軍だろうとも、とやかく言い立てもせず、討ち平げて来られる男だと思います）と記されるように、古くから寡戦の認識はみられる。
- 南北朝期の党や一揆といった私兵の集合体は数は多けれど、総大将の強い統制を受けておらず、己のために動くタイプの戦力であり、ゆえに兵数に差があったとしても、小勢の方に高い士気が備わっていれば、大軍を翻弄することもできた[32]。こうした大軍に追い詰められた寡兵が死地からの反攻を繰り出すことは武士の伝統様式にまでなった[33]。勝利を前提としない突撃としては、二次大戦のバンザイ突撃（玉砕戦）が挙げられる。
- 野戦においては、まず戦闘意欲が低い部隊を攻撃するのではなく、士気の高い主力部隊を圧倒して優位に立てば、士気の低い部隊が寝返ることもある[34]（ただし『呉子』『訓閲集』の寡戦において野戦は好まれない）。例としては、多々良浜の戦いが挙げられる。
- 広大な大陸で生じた中国兵法である『孫子』では逃げを良しとし、寡兵戦を避けてきたため、兵が弱体化したことを示唆する記述が『韓非子』には見られ、次のように記される。「境内皆兵を言い、孫呉の書を蔵する者は家ごとに有れど、而も兵はいよいよ弱し」（国内では皆、軍事を口にし、『孫子』『呉子』を家ごとに所蔵しているが、戦には弱くなっている）[35]。また、この点を日本も理解し、『闘戦経』においては、「孫子十三篇、懼（おそ）れの字を免れざるなり」（敵を恐れる姿勢から免れない）とし、学ぶより体を鍛える方が先であり、学んでから体を鍛えることは敗将につながると記している。
- 寡兵による囮作戦の場合、援軍が何らかの理由で足止めを受けた場合、そのまま寡戦となる。